# Papilio ulysses
Papilio ulysses (denominada popularmente, em inglês, Ulysses butterfly, blue mountain swallowtail, blue mountain butterfly, mountain blue ou blue emperor) é uma borboleta da família Papilionidae e subfamília Papilioninae, encontrada na região biogeográfica da Australásia (Oceania) e nativa da área de Wallacea e da ilha de Nova Guiné, arquipélago de Bismarck e norte da Austrália (na península do Cabo York, em Queensland). Foi classificada por Carolus Linnaeus, em 1758, na 10ª edição de seu Systema Naturae e a partir de um exemplar (holótipo) coletado em Ambon, logo ao sul de Ceram, nas ilhas Molucas. O seu nome deriva do personagem Odisseu da mitologia grega (Ulisses, em latim). Ela é uma das maiores borboletas da Austrália e é o símbolo do estado tropical de Queensland.

## Descrição
Esta espécie possui, vista por cima, asas com envergadura entre 12 e 14 centímetros e de amplas margens negras, com exceção da margem basal das asas anteriores e área interna das asas posteriores (próximas ao corpo do inseto), com uma grande área em azul, central, dominando quase todas as asas e mais presente nas asas posteriores. A separação entre a área negra e a área de escamas reflexoras em azul brilhante, nas asas anteriores, apresenta um padrão de zigue-zague e uma pequena zona, mais interna, negra. O lado de baixo é castanho escuro, com áreas mais pálidas e com sete grandes manchas alaranjadas, mais ou menos grandes ou claras, em cada asa posterior e próximas à sua margem. O abdômen é castanho escuro, com a cabeça e tórax negros, contendo algumas escamas azuis. A parte inferior do corpo é marrom. Apresentam dimorfismo sexual aparente, com a fêmea mais pálida, amarronzada, e com menor área em azul do que o macho. Ambos os sexos apresentam um par de caudas, em forma de espátulas, na metade inferior das asas posteriores.

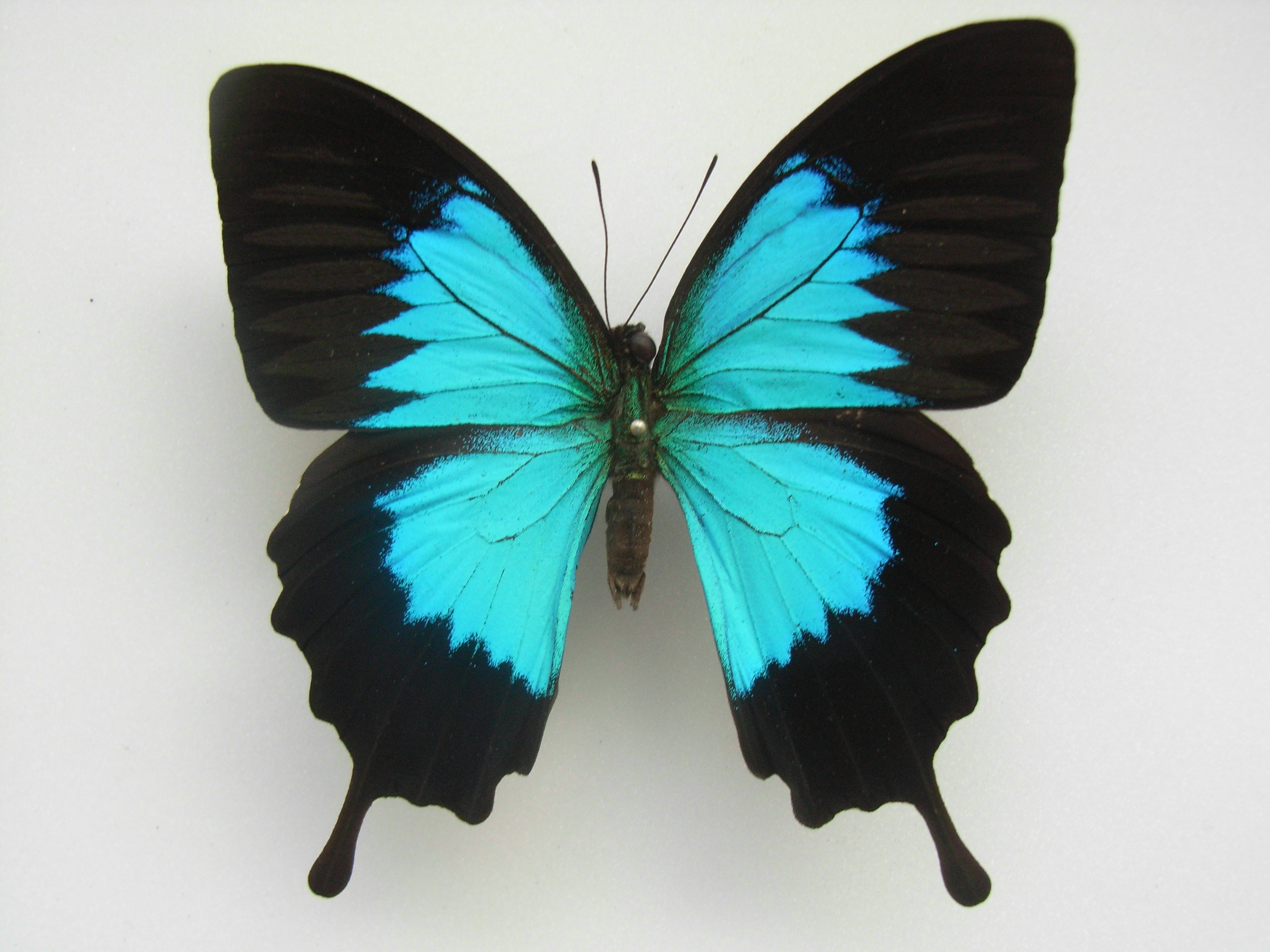
P. ulysses ambiguus, subespécie presente no arquipélago de Bismarck.

## Hábitos
A borboleta Papilio ulysses pode ser encontrada em floresta tropical e subtropical úmida, voando abaixo do dossel florestal e se alimentando do néctar de flores, polinizando-as. Enquanto realiza tal tarefa, pode agitar freneticamente suas asas. Também são atraídas ao solo por umidade após a chuva e por objetos de coloração azul. Suas lagartas costumam alimentar-se de uma planta nativa de flores cor-de-rosa denominada Melicope elleryana (família Rutaceae); também podendo se alimentar de plantas introduzidas do gênero Citrus, da mesma família.

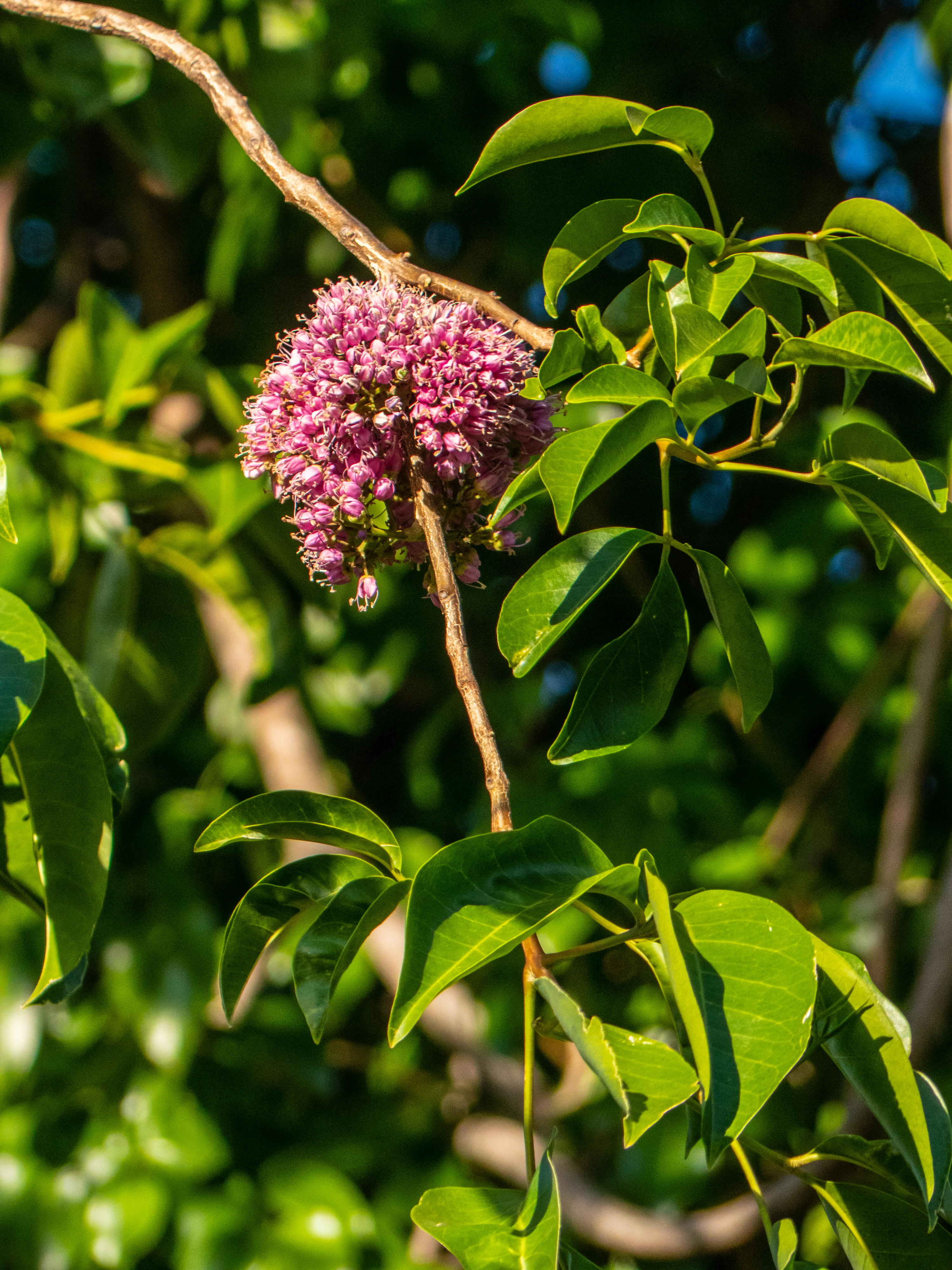
Flores e folhas de Melicope elleryana, a planta-alimento das lagartas de P. ulysses.

## Convergência evolutiva
Esta espécie de Papilio do hemisfério oriental possui semelhança com as borboletas Nymphalidae do gênero Morpho, sul-americanas. Trata-se de um caso onde ocorre convergência evolutiva entre ambos os gêneros.[carece de fontes?]

## Conservação
Na região nordeste da Austrália (em Queensland), onde a subespécie Papilio ulysses joesa tem seu habitat, o seu estado de conservação é citado como pouco preocupante (LC).

## Subespécies e distribuição
P. ulysses possui quinze subespécies:
- Papilio ulysses ulysses - Descrita por Linnaeus em 1758. Encontrada em Ambon e Ceram (ilhas Molucas).
- Papilio ulysses telemachus - Descrita por Montrouzier em 1856. Encontrada nas ilhas Trobriand, ilha Fergusson e ilha Goodenough.
- Papilio ulysses telegonus - Descrita por C. & R. Felder em 1860. Encontrada em Bacan, Ternate e Halmaera.
- Papilio ulysses autolycus - Descrita por C. & R. Felder em 1865. Encontrada em Papua-Nova Guiné.
- Papilio ulysses joesa - Descrita por Butler em 1869. Encontrada na península do Cabo York, em Queensland.
- Papilio ulysses orsippus - Descrita por Godman & Salvin em 1888. Encontrada na ilha Choiseul, província de Isabel, Guadalcanal, ilhas Florida.
- Papilio ulysses ambiguus - Descrita por Rothschild em 1895. Encontrada no arquipélago de Bismarck.
- Papilio ulysses melanotica - Descrita por Hagen em 1897. Encontrada nas ilhas Molucas.
- Papilio ulysses gabrielis - Descrita por Rothschild em 1898. Encontrada nas ilhas do Almirantado.
- Papilio ulysses nigerrimus - Descrita por Ribbe em 1898. Encontrada em Bougainville e ilhas Shortland.
- Papilio ulysses morotaicus - Descrita por Rothschild em 1908. Encontrada em Morotai (ilhas Molucas).
- Papilio ulysses dohertius - Descrita por Rothschild em 1898. Encontrada nas ilhas Obi (Molucas Setentrionais).
- Papilio ulysses ampelius - Descrita por Rothschild em 1908. Encontrada em Buru (ilhas Molucas).
- Papilio ulysses oxyartes - Descrita por Fruhstorfer em 1909. Encontrada nas ilhas Aru, região das ilhas Molucas.
- Papilio ulysses georgius - Descrita por Rothschild em 1908. Encontrada em Nova Geórgia, região das ilhas Salomão.